# Kerplunk (album)
Kerplunk is het tweede album van de Amerikaanse band Green Day. Het is hun laatste album op een onafhankelijk platenlabel en het eerste album waarop de drummer Tré Cool meespeelt. Kerplunk was een dusdanig succes dat verschillende grote labels interesse toonden in Green Day, wat uiteindelijk resulteerde in een contract met Reprise Records onder wie Green Day later het succesvolle album Dookie uit zou brengen, waarmee ze wereldwijd doorgebroken zijn.
De lp had 12 tracks, maar de cd bevat ook de vier tracks van de ep Sweet Children. Een van deze vier tracks is een cover van My Generation van The Who. Een ander noemenswaardig nummer op Kerplunk is Welcome to Paradise, dat voor het volgende album Dookie opnieuw opgenomen is.

## Track Listing
Alle nummers zijn geschreven door Billie Joe Armstrong en Green Day, behalve waar aangegeven.
1. "2000 Light Years Away" – 2:24
2. "One For The Razorbacks" – 2:30
3. "Welcome to Paradise" – 3:30
4. "Christie Road" – 3:33
5. "Private Ale" – 2:26
6. "Dominated Love Slave" (Tré Cool) – 1:41
7. "One Of My Lies" – 2:19
8. "80" – 3:39
9. "Android" – 3:00
10. "No One Knows" – 3:39
11. "Who Wrote Holden Caulfield?" – 2:44
12. "Words I Might Have Ate" – 2:32
13. "Sweet Children" (Billie Joe Armstrong, Mike Dirnt) – 1:41
14. "Best Thing In Town" – 2:03
15. "Strangeland" – 2:08
16. "My Generation" (Pete Townshend) – 2:19